# 런던 박물관
런던 박물관(영어: London Museum)은 영국 잉글랜드 런던에 있는 박물관이다.
선사 시대부터 현대까지 런던의 역사를 다루며, 특히 사회사에 중점을 두고 있다. 런던 박물관은 1826년에 설립된 길드홀 박물관에서 시의회가 소장하고 있던 컬렉션과 1911년에 설립된 런던 박물관의 컬렉션을 통합하여 1976년에 설립되었다. 1976년부터 2022년까지 주요 장소는 시티오브런던의 런던 월에 있었다. 2015년에 박물관은 인근 스미스필드에 있는 제너럴 마켓 빌딩으로 이전할 계획이라고 밝혔다. 이전 이유는 방문객이 현재 장소를 찾기 어렵다는 것과 확장하여 박물관 소장품의 더 많이 전시할 수 있다는 이유다. 2022년 12월, 박물관은 2026년 스미스필드 마켓에서 재개관할 준비를 위해 런던 월에 있는 장소를 영구적으로 폐쇄했다. 박물관은 이전에 앞서 2024년 7월에 이름과 브랜딩을 런던 박물관으로 변경했다.